# Funky Four Plus One
Funky Four Plus One (también conocido como Funky 4 + 1) fue el primer grupo de hip hop del Bronx, Nueva York, Estados Unidos en recibir un contrato discográfico. Se distinguían por contar con una MC mujer (Sha Rock), y fueron el primer grupo de rap en interpretar en directo en un programa nacional de televisión. Jazzy Jeff de Funky Four Plus One no es el mismo artista que DJ Jazzy Jeff de DJ Jazzy Jeff & the Fresh Prince. Cuando Jazzy Jeff estaba comenzando su carrera en solitario después de que Funky Four se separara alrededor de 1983, este demandó a Jive Records (quien había fichado a DJ Jazzy Jeff & The Fresh Prince) y ganó el proceso sobre los derechos por el nombre "Jazzy Jeff". En 1990, el crítico Robert Christgau nombró su canción "That's The Joint" como el mejor sencillo de los años ochenta.

## Discografía
- "Rappin & Rockin The House" - Funky Four Plus One More (1979)
- "That's The Joint" - Funky 4+1 (1981)
- "Feel It" (The Mexican) - Funky 4
- "Do You Want To Rock" - Funky 4
- "Square Biz" - Funky 4
- "Superstars" - Funky 4
- "King Heroin" - Jazzy Jeff (1985)

## Miembros
- The Voice of K.K. aka K.K. Rockwell (Kevin Smith)
- Keith Keith (Keith Caesar)
- Sha Rock (Sharon Green)
- Rahiem (Guy Todd Williams)
- Lil' Rodney C! (Rodney Stone)
- Jazzy Jeff (Jeff Miree)
- D.J. Breakout (Keith Williams)
- D.J. Baron (Baron Chappell)